# Ochlandra sivagiriana
Ochlandra sivagiriana là một loài thực vật có hoa trong họ Hòa thảo. Loài này được (Gamble) E.G.Camus mô tả khoa học đầu tiên năm 1913.